# Rourke
Rourke is een Belgische stripreeks die begonnen is in november 1991. Alle albums zijn getekend door Marvano en uitgegeven door Dupuis.

## Albums
| Nummer | Titel              | Schrijver     |
| ------ | ------------------ | ------------- |
| 1      | Een mooie dood     | Jean Annestay |
| 2      | God slaapt nooit   | Marcel Rouffa |
| 3      | De drie concubines | Marcel Rouffa |
| 4      | Tijger in april    | Marcel Rouffa |